# Chemamull

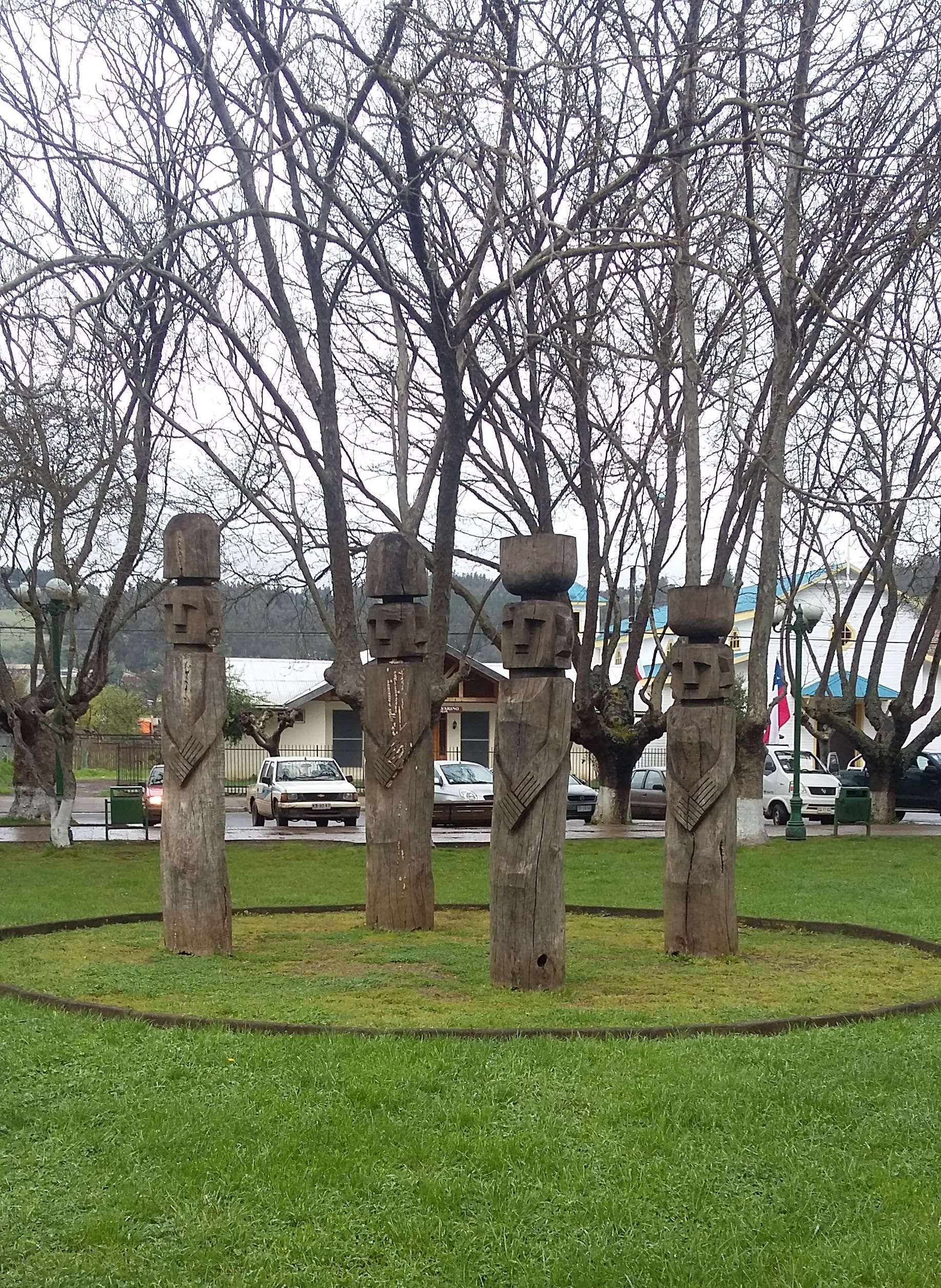
Chemamüll en la Plaza de Armas de Galvarino, Región de La Araucanía, Chile.

Los chemamüll o chemamull (del mapudungun: che, "persona" y mamüll, "madera", es decir, "madera con aspecto de persona") son estatuas mapuches de madera (tótem). Se utilizan en ritos funerarios.

## Descripción

Proporción de un chemamüll respecto de una persona.

Los chemamüll son estatuas talladas en madera de gran altura (más de 2 metros) que representan el cuerpo y cabeza de una persona con rasgos estilizados. Los chemamüll representan tanto a hombres como a mujeres. Las maderas utilizadas para estas esculturas son la de roble pellín, que tiene mucha resistencia, y la de laurel. La textura de la estatua es la de una madera tallada de forma irregular.

## Historia

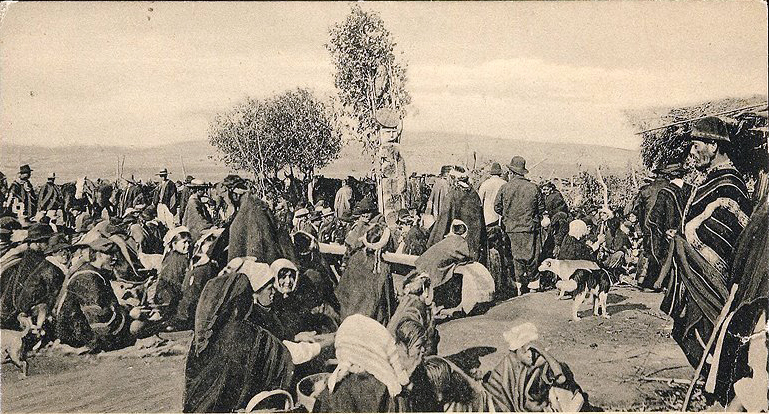
Entierro mapuche en Concepción, circa 1901-1903, con un chemamüll al centro.

Los chemamull, junto con los kemu-kemu, corresponden a las primeras esculturas mapuches, anteriores a la llegada de los españoles, que eran utilizados para los ritos funerarios, al modo de las cruces cristianas. De acuerdo con testimonios en libros,[cita requerida] los chemamull ayudaban al alma del difunto a poder llegar a su destino final, para reunirse con los antepasados (pillanes y wangulén). 
Esta escultura permanecía junto al difunto durante el velorio y luego era erigida junto o sobre el difunto.
Para la creación de un chemamull, los antiguos talladores mapuche utilizaban hachas, hachuelas o rocas. Era un trabajo arduo que se llevaba a cabo en troncos completos, pues no se contaba con las tecnologías de la actualidad. Esto denota el tiempo que tenían los antiguos para dedicarle a una pieza, que era muchísimo más que una escultura o un trabajo, ya que era arte, que manifestaba gran parte del pensamiento mapuche.
Corren historias de que en un principio estas esculturas eran numerosas y abundaban en la Araucanía, a la llegada de los españoles.[cita requerida] Sin embargo, las esculturas comenzaron a ser quemadas, pues se las consideraba idolatría.[cita requerida] Corren numerosas historias como que por ejemplo se vieron pasar, más de una vez, carretas llenas de tótems, los cuales era vendidos y luego utilizados como leña en pueblos. Otra teoría es que numerosos tótem fueron quemados en las ´´limpias´´, que se hacían para poder cultivar, claro que quemando la tierra primero.[cita requerida]
El principal actual escultor mapuche, que reproduce tanto kemu-kemus, rehues, chemamull, kollones y otras diversas esculturas mapuches en Santiago, es Antonio Paillafil, quien reparte esculturas principalmente en la Fundación Artesanías de Chile. Trabaja principalmente en la casa de la cultura de San Bernardo, Santiago.[cita requerida]

## Controversia respecto del nombre
De acuerdo con ciertas fuentes en internet, el término adecuado es chel mamüll o figura humana de madera. De acuerdo con Fernando Zúñiga, en su libro Mapudungun El habla Mapuche, "chemamüll denota una estatua de madera (es decir, la imagen de una persona)".

## Galería de imágenes

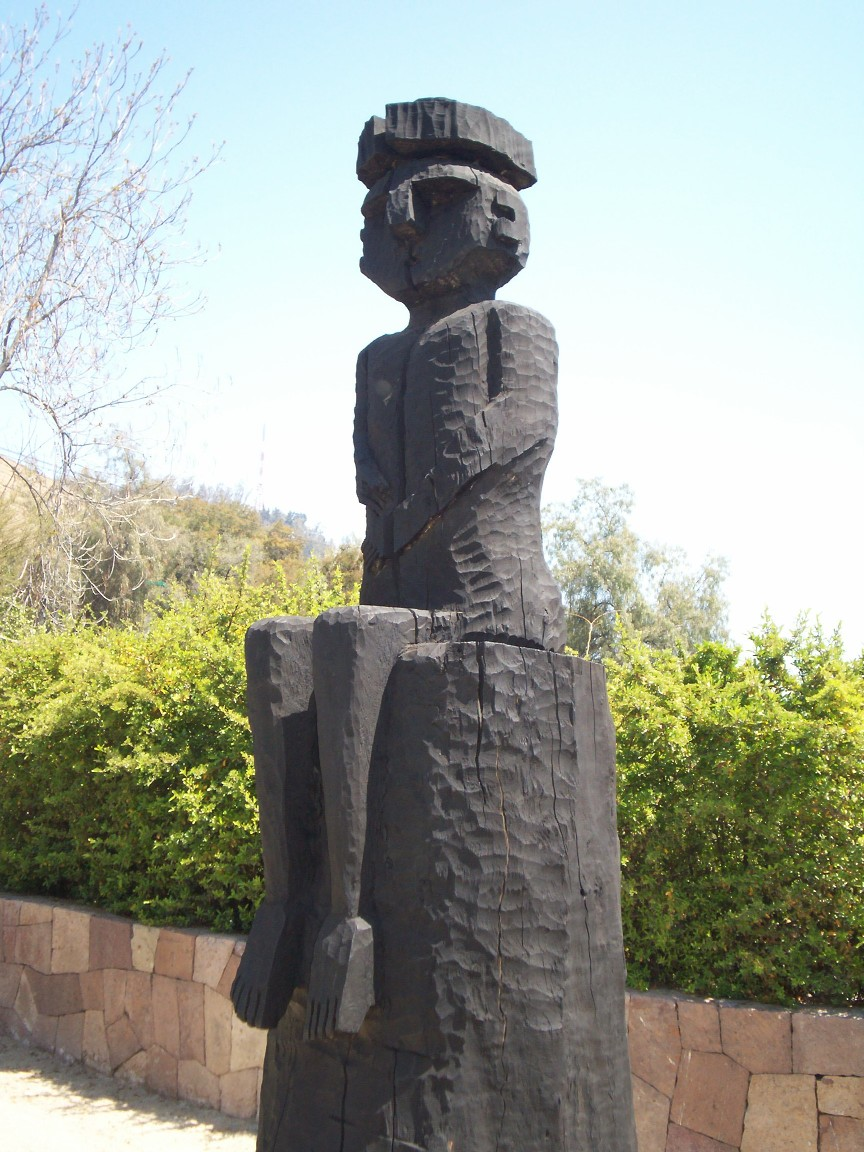
Chemamüll que representa a un niño.
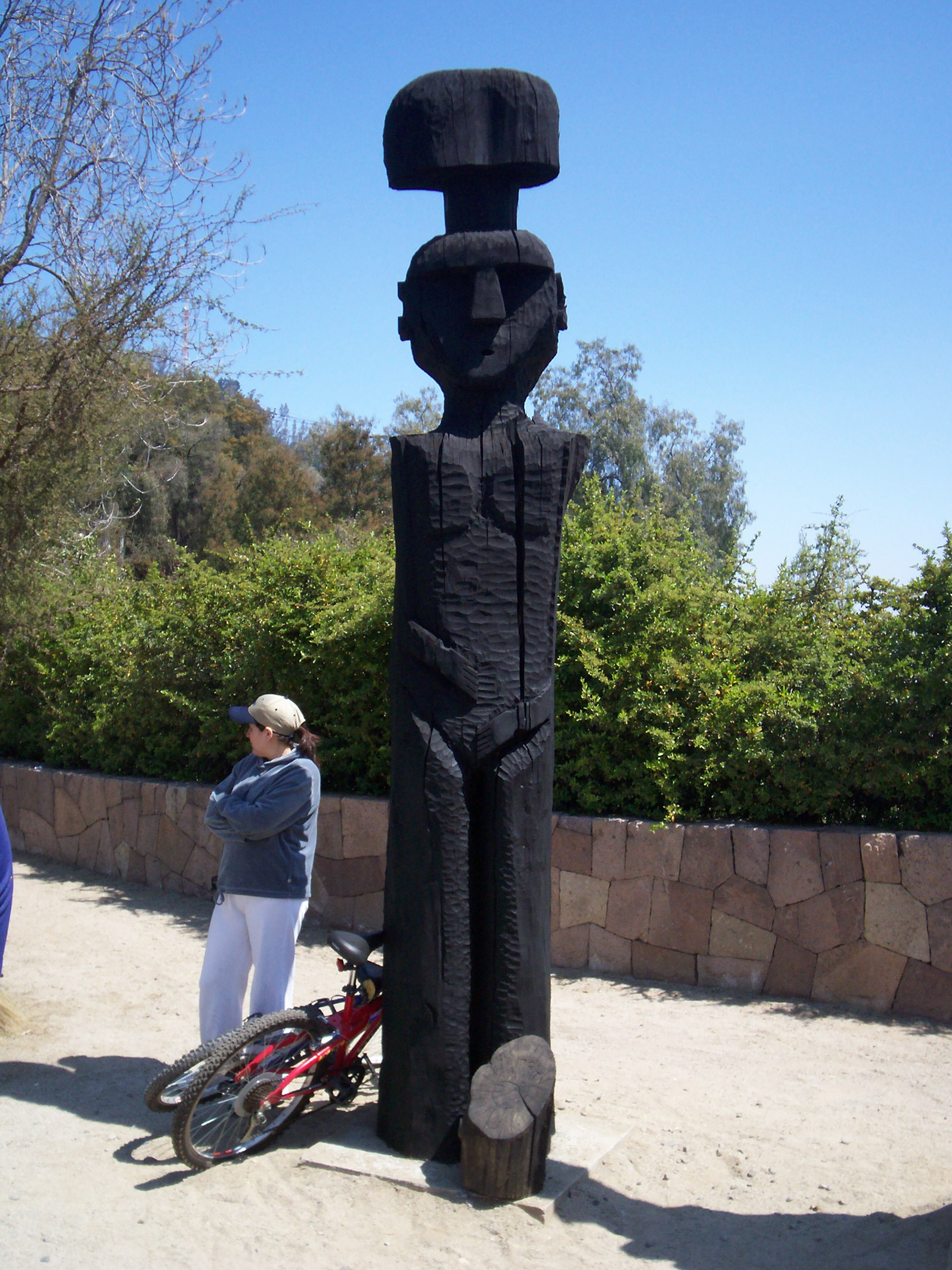
Chemamüll que representa a un hombre.
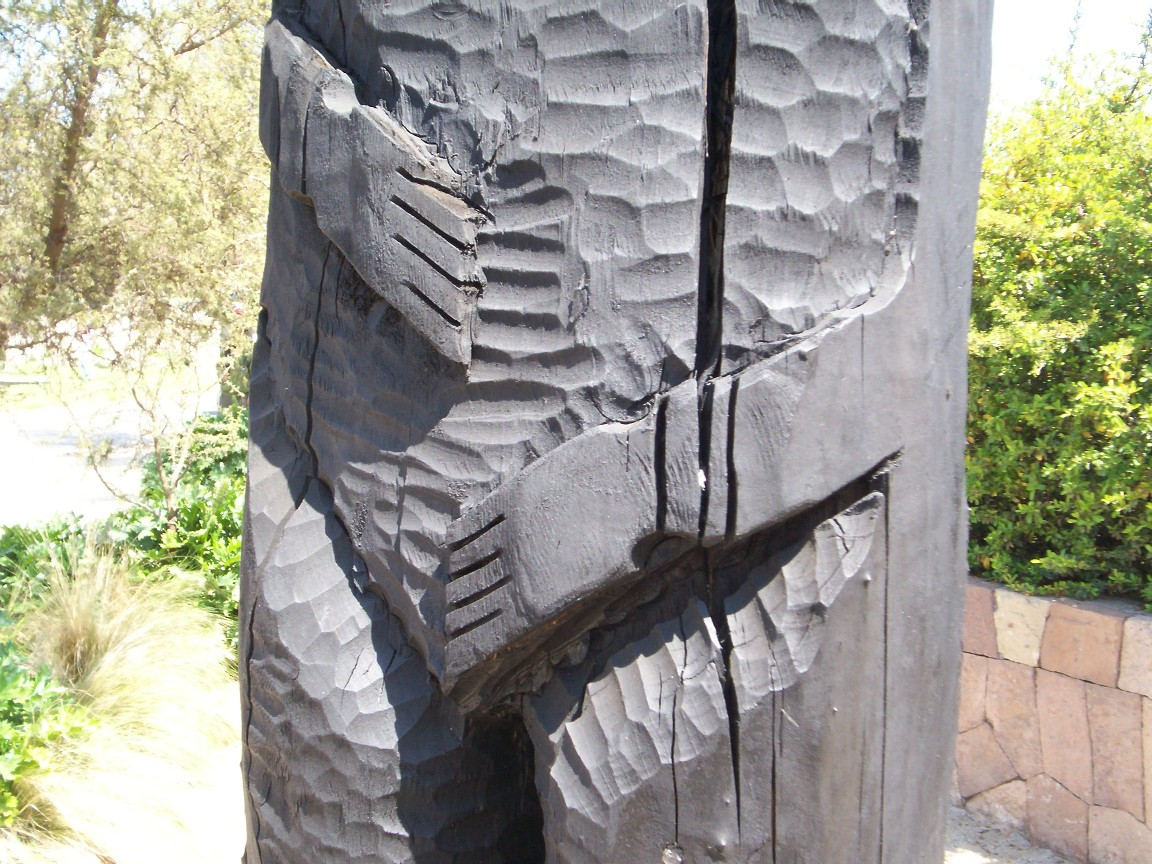
Detalle del tipo de tallado de madera.
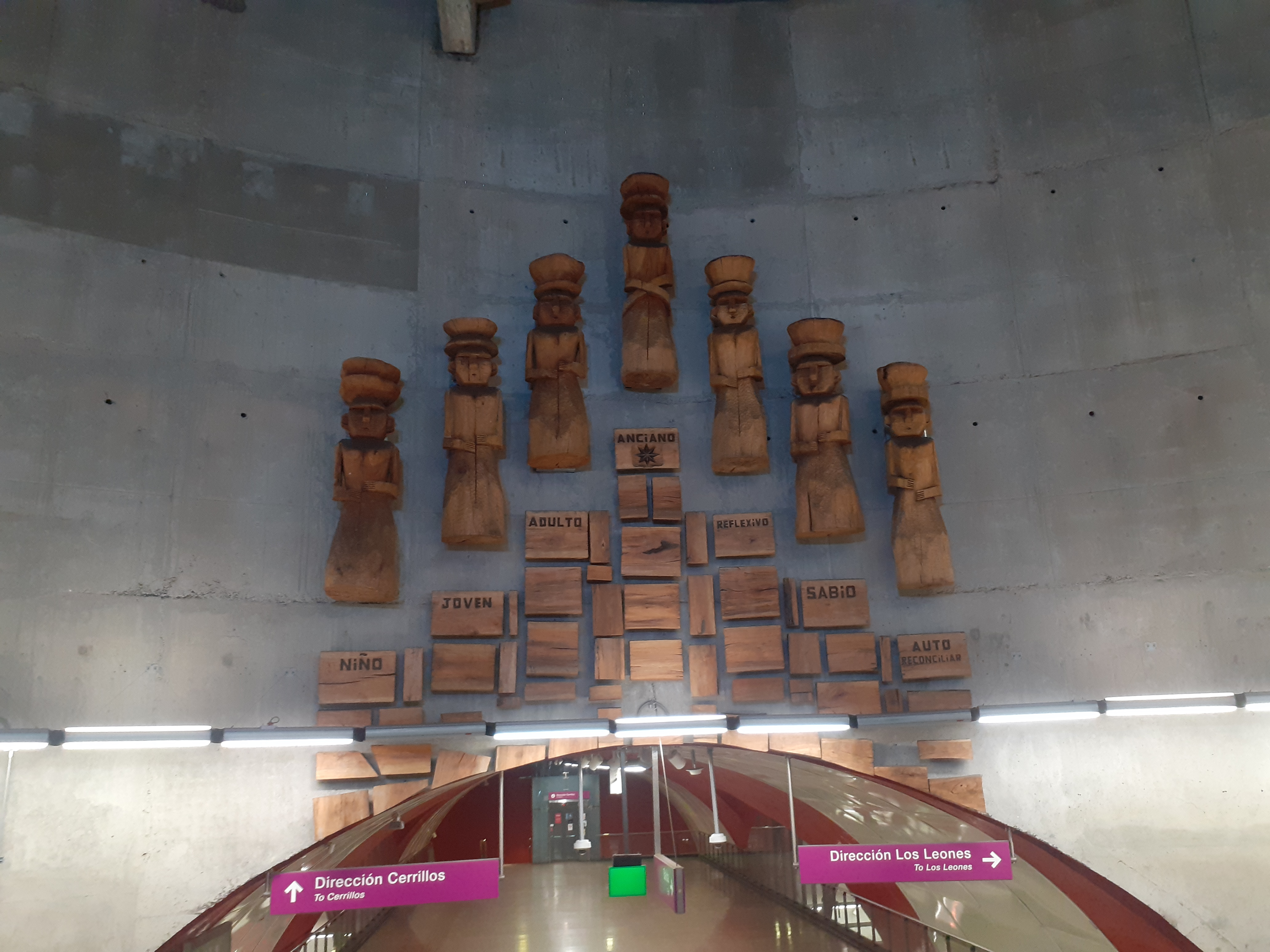
Obra Los pasos de la vida en la tierra de Antonio Paillafil en la estación Bío Bío del Metro de Santiago.